# پوشش خطی

در تصویر در فضای سه‌بعدی به صورت یک صفحه نمایش داده شده. مختصات هر نقطه در این صفحه را می‌توان به شکل ترکیب خطی از نوشت: یعنی قدم به اندازهٔ به راست و قدم به اندازهٔ به جلو ما را از مبدأ به نقطهٔ مورد نظر می‌رساند. اسپن را می‌توان به این صورت تصور کرد: مجموعهٔ تمام نقاطی که با استفاده از قدم‌زدن با این بردارها بتوان به آنها دست یافت.

در ریاضیات، اسپن یا پوشش خطی (به انگلیسی: linear span) یا گسترهٔ مجموعهٔ {\displaystyle S} از بردارهای یک فضای برداری با {\displaystyle \operatorname {Span} (S)} نشان داده می‌شود. گسترهٔ یک مجموعه برابر مجموعهٔ تمام بردارهایی است که از ترکیب‌های خطی عناصر {\displaystyle S}‌‌‌ به دست می‌آیند.  پوشش‌ها را می‌توان به میترویدها و مدول‌ها تعمیم داد.
برای بیان {\displaystyle H=\operatorname {Span} (S)} معمولاً از این اصطلاحات استفاده می‌شود: {\displaystyle S} مولد {\displaystyle H} است؛ {\displaystyle H} گسترهٔ {\displaystyle S} است؛ {\displaystyle S} فضای {\displaystyle H} را پوشش می‌دهد؛ {\displaystyle S} فضای {\displaystyle H} را تولید می‌کند؛ فضای {\displaystyle H} توسط {\displaystyle S} پوشش داده می‌شود؛ فضای {\displaystyle H} توسط {\displaystyle S} تولید می‌شود؛ {\displaystyle S} یک مجموعه پوششی برای {\displaystyle H} است.

## تعریف
اگر در فضای برداری {\displaystyle V} بر روی میدان {\displaystyle F} مجموعهٔ مولد {\displaystyle S} زیرمجموعه‌‌ای از بردارهای {\displaystyle V} باشد، {\displaystyle \operatorname {Span} (S)} مجموعهٔ تمام بردارهایی که از ترکیب خطی عناصر {\displaystyle S}‌‌‌ به دست می‌آیند تعریف می‌شود:
{\displaystyle \operatorname {Span} (S)=\left\{{\left.\sum _{v_{i}\in S}\lambda _{i}v_{i}\;\right|\;\lambda _{i}\in F}\right\}.}
همچنین اسپن را می‌توان به صورت معادل «اشتراک همه زیرفضاهای برداری که شامل {\displaystyle S} هستند»، یا به صورت «کوچکترین زیرفضای برداری شامل این مجموعه» تعریف کرد.

### نتایج و قضایا
- از روی هر تعریف، تعاریف معادل دیگر نتیجه می‌شوند.
- اگر در فضای برداری {\displaystyle V} مجموعهٔ مولد {\displaystyle S} زیرمجموعه‌‌ای از بردارهای {\displaystyle V} باشد، {\displaystyle H=\operatorname {Span} (S)} زیرفضای برداری {\displaystyle V} است.[۲]

### وب
- "Linear hull". دائرة المعارف ریاضیات. 5 April 2020. Retrieved 16 Feb 2021.{{cite web}}:  نگهداری CS1: url-status (link)

### کتاب‌های درسی
- Axler, Sheldon Jay (2015). Linear Algebra Done Right (PDF) (3rd ed.). Springer. ISBN 978-3-319-11079-0.